# Clara Hagman
Clara Fredrika Hagman, även känd som Clara Mae, född 9 juli 1991 i Gävle, är en svensk sångerska.

## Lilla Melodifestivalen2002
Hagman deltog i Lilla Melodifestivalen 2002 med låten "Hej, vem är du" och kom på fjärde plats.

## Next Star2008 ochIdol2009
Clara Hagman deltog i Next Star 2008.  Hon sjöng Whitney Houstons I Will Always Love You och slutade tvåa.
Året därpå var hon med i Idol 2009, och gick till semifinal. Sångerna hon sjöng där var Duffys Warwick Avenue under uttagningen.  Sedan sjöng hon Oh Lauras Release Me i semifinalen, men fick inte tillräckligt med röster för att gå till finalomgången.

## Ace of Base
2009 rekryterades Clara Hagman av Ulf Ekberg och Jonas Berggren tillsammans med Julia Williamson till Ace of Base, som ersättare för Jenny och Malin Berggren.  Den 24 september 2010 släppte de albumet The Golden Ratio.